# Железничка станица Жедник
Железничка станица Жедник је једна од железничких станица на прузи Београд—Суботица. Налази се у насељу Нови Жедник у граду Суботици. Пруга се наставља у једном смеру ка Наумовићеву и у другом према Бачкој Тополи. Железничка станица Жедник састоји се из 6 колосека.